# Gotičke freske u Istri
Istarski poluotok ima dugogodišnju tradiciju u zidnom slikarstvu. Karolinško je razdoblje na više lokacija ostavilo primjere fresko-slikarstva toga doba, (Sv. Sofija u Dvigradu, Sv. Mihovil na Limu). Otonska će umjetnost nastaviti
koristiti motive i ornamente karolinške umjetnosti (Sv. Martin u Lovreču, Sv. Agata u Kanfanaru). Romanika za sobom ostavlja brojne primjere i šaroliku paletu utjecaja. Bizantinske, akvilejske primjese uz čisto romaničko slikarstvo vidljive su u Sv. Foški blizu Peroja, u Sv. Jeronimu u Humu, Sv. Kuzmi i Damjanu u Boljunu i drugdje.
Prijelazno razdoblje romanike i gotike obiluje primjerima kao što su freske u Sv. Vincentu u Svetivinčentu, u Sv. Martinu u Bičićima, Sv. Elizeju u Draguću, Sv. Margareti kraj Vodnjana. Ikonografski program romaničkoga zidnog
slikarstva, koji je okarakteriziran prikazom Maiestas Domini ili Deisisom u apsidi, potom Navještenjem na trijumfalnom luku, ciklusima Kristove mladosti na južnom zidu, njegove muke na sjevernom, a na zapadnoj strani Posljednjim sudom, nastavit će se kroz razdoblje gotike. Gotika, međutim, neće ostati ograničena samo na te teme, već proširuje i humanizira ikonografski program.

## Istarske freske u gotičkom razdoblju
Gotika kao internacionalni stil svoj će utjecaj izvršiti na umjetnost gotovo cijele Europe, a njen će utjecaj biti prepoznat u cijeloj Istri. Utjecaji gotike na arhitekturu izraženiji su u mletačkom dijelu Istre dok će slikarstvo i kiparstvo biti jednako raspoređeno na cijelom poluotoku (i na današnjem teritoriju Slovenije). U gotici nastaje najveći broj očuvanih fresko-ciklusa, kako u Istri tako i na prostoru današnje Hrvatske. Na prostoru današnje Hrvatske, osobito na primjeru Dalmacije, gotička se obilježja mogu prepoznati pretežito u gradovima i većim urbanim središtima dok se u Istri nasuprot toga javlja kao primjer umjetnosti koja se jednako razvija i u gradskim i u ruralnim središtima. Razdoblje gotike u Istri, kao i gotičko fresko-slikarstvo, svojim se ponekad skromnijim izričajem razlikuje od gotike u zapadnoj Europi, ali se javlja kao nužan dio onodobnoga likovnog, i još važnije, ikonografskog konteksta na prijelazu iz 13. u 14. stoljeće. Uz uobičajeni ikonografski repertoar javljaju se i nove, pučke, alegorične i simboličke teme i motivi. Dance macabre jedna je od čestih ikonografskih tema kasnogotičkog razdoblja pa će se tako Ples mrtvaca pojaviti i u Istri (Beram i Hrastovlje). Javljaju se teme poput Sv. Nedjelje, Marije zaštitnice, Živog križa, Kola sreće (Beram), ciklusa života svetaca (Sv. Antun, Sv. Jakov, Sv. Stjepan i Sv. Nikola), te teme poput smrti strijelca (Vranja) i smrti kosca (Butoniga, Barban).
Poklonstvo kraljeva još je jedna tema gotičkog ikonografskog programa, koja se zbog svoje narativnosti širi čak i na cijeli sjeverni zid, vrlo često pokazujući i scene lova. U zidnom slikarstvu Istre vidljivi su utjecaji pojedinih škola poput parlerove škole, toskanske, apulijske, lombardske, one iz Riminija, južnoitalske, mletačke, škole Jurja Dalmatinca i obitelji Andrijića, te Giottove škole i majstora iz alpskih krajeva (preko Slovenije). Talijanski je utjecaj prikazan u težnji za realističnim rješenjima obiljem dekora. Internacionalni gotički izraz javlja se u Rokotulama i Sv. Pelagiju kod Završja.

### Istarske freske do druge polovice 15. stoljeća
Na freskama u crkvi sv. Nikole u Rakotulama slikao je majstor obrazovan u giottovskoj tradiciji. Uočeni su i elementi preuzeti s kompozicija Paola Veneziana. Freske prikazuju legendu o Sv. Nikoli koju je sa spomenutim majstorom oslikao i njegov pomoćnik sklon narativnoj ekspresiji, ali manje nadaren. Slike su narudžba plemića obitelji Barbo. Uvezene slike nastale u drugoj polovici XIV. stoljeća (kao i one u Sv. Mariji Magdaleni u Šorićima i Sv. Trojstvu u Labincima) nisu imale utjecaja na razvoj istarskog slikarstva. Gornjotalijanski utjecaj prepoznatljiv je i u crkvici sv. Pelagija kod Završja u kojoj se „plastično doživljena grupa apostola pokreće na sceni Uzašašća“. Javlja se nova osjećajnost, življe boje, tonska modelacija puti, paleta raspoloženja i grimasa lica. Mletačke osobine vidljive su u slici krunjenja Bogorodice u Sv. Antunu u Žminju (na kojeg se nadovezuju freske u Sv. Roku u Butonigi, Sv. Mariji u Gologorici te u Sv. Katarini u Lindaru). Novi val fresaka javlja se oko 1400. godine. Heterogenost novog vala fresaka ipak ima pojedina zajednička obilježja. Nova, živa, vedra skala boja, vrlo svijetli inkarnati, uvelike smanjen plasticitet, pojednostavljeni oblici, shematski nabori draperija te izrazito dekorativna tendencija obilježja su novog vala fresko slikarstva na
području Istre. Navedene značajke dio su likovnoga repertoara Sv. Jelene u Oprtlju. Slična likovna sredstva prepoznatljiva su i u simboličkom i narativnom prikazu „Živog križa“ u crkvama sv. Katarine u Lindaru i u sv. Križa u Butonigi. Na prijelazu iz 14. u 15. stoljeće sačuvan je najopširniji ciklus slikarija u crkvi sv. Barnabe u Vižinadi kao spoj bolonjskog i venetskog
trecenta.
Sceničnost freski dodatno raste u prvoj polovici 15. stoljeća u ciklusu crkve sv. Mihovila u Pićnu. Jedan od najboljih umjetničkih dometa kontinentalne Istre, freske u prezbiteriju zborne crkve u Pazinu, datira se oko 1460. godine. Posredstvom
feudalaca iz pazinske grofovije pozvan je školovani strani majstor. Organizacija svodnih polja svjedoči o postupku u kojemu je majstor umetao kompozicije s pejzažima u rombove i trokute svodnih polja, istovremeno poštujući arhitektonsku raščlambu i povezujući je sa sadržajem prikaza. Visoka i pomalo patetična izražajnost kulminira u figuri sv. Mihovila koja u
središnjem rombu određuje ostatak kompozicije. U postupnoj gradaciji ljubičaste, zelene i narančanste boje ponavlja se lik Stvoritelja u Genezi, a na bočnim je zidovima prikazano Navještenje s idealiziranom Djevicom i lijepim anđelima. Zemaljski likovi, s naglašenom fizionomijom, ali ujedno i elegantnim aktovima obilježja su pazinskog majstora. Pod utjecajem cvjetne mletačke gotike radi majstor Albert iz Konstanza u crkvi sv. Vida u Pazu 1461. godine. Bogorodicu s Djetetom postavlja na prijestolje izrezbareno poput mletačke čipke pritom dekorativno ukrašavajući Bogorodičinu halju vijugavim, dekorativnim naborima. Majstoru Albertu iz Konstanza pripisuju se još Sv. Juraj u Brseču, Sv. Kvirin kraj Jesenovika, Sv. Juraj u Plominu i Sv. Trojstvo u Lovranu (po novijim istraživanjima još i freske u Sv. Duhu i Sv. Antunu Opatu u Balama,
Sv. Mihovilu u Pićnu i Sv. Mateju u Prodolu). Značajan je i ciklus u crkvi sv. Trojstva u Žminju koji je 1471. godine naslikao strani majstor.
Ovaj ciklus zidnih slika karakteriziraju ljupka lica Madona i anđela, Krista i apostola, žena, vojnika i staraca. Majstorov je likovni izričaj poetičan u detaljima poput pogleda oka i transparentnosti materijala poput stakla. Majstor promišlja i o prostoru prikazanom na freskama pa je tako interijer određen dijagonalama centralne perspektive, a vanjski prostor vedutama gradskih trgova i kuća. Figure su zaobljene i naznačene fizionomije ispod svojih draperija. Sličnost s ovim freskama nađena je u neposrednoj kontinentalnoj blizini, primjerice Kranjskoj. Nekoliko desetljeća nakon pazinskih i žminjskih ciklusa kreće najplodnije razdoblje
istarskoga zidnog slikarstva. 

### Sv. Marija na Škrilinah, Beram
Najpoznatije istarske freske vjerojatno su one u crkvi sv. Marije na Škrilinah kod Berama. U crkvici, koja je u kasnijim razdobljima bila često arhitektonski mijenjana, nalazi se najbogatiji fresko ciklus u Istri. Jednostavna jednobrodna crkva rađena je u tradiciji istarskog graditeljstva u kojoj se tijelo crkve spaja sa svetištem stvarajući tako
jedinstvenu cjelinu. U ovom je razdoblju imala i gotički svod koji je 1709. godine srušen i zamijenjen ravnim. Unutrašnjost crkve otkriva novu dimenziju koju je puku predstavio ladanjski slikar Vincent iz Kastva. Prema nađenomu natpisu, France Stelé 1913. je godine prvi primijetio ime Vincenta iz Kastva na natpisu i prvi je datirao ove freske u kasno gotičko razdoblje točnije 1474. godine. Premda se ime Vincenta iz Kastva veže uz freske, Branko Fučić kao i drugi istaknuti povjesničari umjetnosti vjeruju da je freske radilo više slikara. Tako Fučić spominje tri različita majstora: Vincenta iz Kastva, Majstora Plesa Mrtvaca i Majstora Pasije. Njihovi se rukopisi i isprepliću, kao primjerice rukopis Vincenta iz Kastva na Plesu mrtvaca. Pitanje atribucije još je donekle otvoreno, no vjeruje se da je Vincent iz Kastva radio na gornjem registru bočnih zidova lađe, zatim Marijin i Kristov život (osim Rođenja Marije i Dispute u hramu), ujedno je i autor svetačkih likova na južnom i na sjevernom zidu lađe (osim prikaza Sv. Martina, kojeg radi majstor iz Italije prikazujući konjanika i konja s prepoznatljivim okretom glave) te najveće kompozicije u Beramu; Poklonstva triju kraljeva.
Kompozicija Poklonstva kraljeva naslikana je na gotovo 8 metara dugom polju. Na osliku su prikazane figure triju kraljeva na konjima, sa srednjovjekovnom pratnjom mladih vitezova, svirača, sokolara, dvorskih luda i paževa. Zbog dominantnoga motiva s perjanicama, kapama, kostimima i crvenim ormama na bijelim konjima majstor Vincent reducira prirodu i prorjeđuje splet nogu. Uz ovaj figurativni prizor dodaje i „floru i faunu aristokratske tapiserije; scene iz gospodskoga lova; zasanjanoga slugu što u raskoraku trubi u rog, hrtove koji se napinju da u luku istjeraju zeca; ilustraciju basne o lisici i rodi, o
lisici i pijetlovima“. U drugom planu nalazi se prizor brjegova s obzidanim gradovima i crkvama koji se ponavlja kao odraz istarskog pejzaža. 
Na sjevernom zidu u prizorima Kristova ulaska u Jeruzalem i Molitve na Maslinskoj gori prepoznaje se rad drugoga majstora. Prizori su to slikani naivnom, ali potresnom dramatičnošću s jedne strane, dok se s druge strane prikazuje umnažanje motiva šarenih buketa kroz koje hoda bijela magarica i Krist na njoj.
Na zapadnom zidu prikazane su tri scene koje je također izradio Vincent iz Kastva sa svojim učenicima.
 Na prvoj su slici prikazani Adam i Eva. Danas je ta freska samo djelomično očuvana zbog probijenoga zida, ali se i dalje jasno prepoznaju noge prvih ljudi te drvo u zemaljskom raju. Tema prvoga grijeha, kao moralna opomena onima koji izlaze iz crkve, nadovezuje se na sljedeću sliku. Druga slika u južnom djelu zapadnoga zida prikazuje Kolo sreće. Ova je freska također oštećena zbog izmjena crkve. Naime i ovdje je probijen zid i napravljen prozor. Oslik prikazuje scenu s božicom Fortunom – prikazana je kao žena povezanih očiju koja pomoću ručke vrti kolo s prikazanim ljudskim likovima, odnosno spravu prikazanu na okomitu stupu. U donjem desnom uglu leži mrtvac u otvorenoj raci, dok je u gornjem lijevom uglu naslikan još jedan muški lik, odnosno Krist, koji drži uže povezano s ručkom. Premda je oštećenost freske velika, pretpostavljaju se ikonografska rješenja ovog prikaza. Jedna od mogućnosti jest da su na kolu prikazani: onaj koji vlada, onaj koji je vladao, onaj koji je kraljevstvo izgubio te onaj koji će vladati. Drugo ikonografsko rješenje pretpostavlja da su prikazana četiri doba ljudskoga života zaključujući s mrtvacem u otvorenoj raci.
Nestalnost života u posljednjoj se slici pretače u samu smrtnost. Treća je scena, ujedno i jedna od najpoznatijih beramskih freski, Ples mrtvaca. Krećući od desne strane prema lijevoj, na prikazu se izmjenjuju podjednako jedan živući i jedan mrtvac. Poredak živućih itekako je smislen, krećući tako prvo s papom, pa kardinalom, biskupom, kraljem, kraljicom, nastavljajući ljudima nižeg staleža ili društvene hijerarhije: krčmarom, djetetom, prosjakom, vojnikom i tako dalje. Jasan raspored po staležima i dobi daje i jasnu poruku; svi su jednaki u očima smrti. Premda kao dio kršćanske zajednice iščekuju smrt kao prelazak u život vječni i bolji svijet, vidljivo je zaprepaštenje iznenadnom i tjeskobnom smrću kao jedna od tema i osjećanja kasnog srednjeg vijeka. Na prikazu jedino mrtvaci plešu, sve do posljednjega koji svira gajde.
U ovom bogatom ciklusu Vincenta iz Kastva nalazimo višestruke internacionalne utjecaje poput poalpskoga „mekanog stila“ naznačenog u S liniji figura, te Knitterungstilu  koji je do Vincenta došao preko Njemačke i Nizozemske i grafika. Blizina pazinskih i žminjskih fresaka također su mogući predložak utjecaja za beramski ciklus. Uz brojne utjecaje, majstor Vincent iz Kastva ipak je stvorio vlastitu inačicu, derivat okolnih stilova s jasnim vlastitim distinkcijama.

### Sv. Trojstvo,Hrastovlje
Potpisavši se kao Johannes de Kastua 1490. godine, po završetku svoga djela, na freskama crkve sv. Trojstva u Hrastovlju (danas na teritoriju Slovenije), predstavio se još je dan Kastavski majstor. Ivan iz Kastva vjerojatno je proizašao iz radionice Vincenta iz Kastva. Sličnost njihova likovnog izraza prepoznaje je se naročito na oltarnoj slici Svetih triju kraljeva u sjevernoj apsidi. Razlika je pritom u prikazivanju različitih društvenih staleža; Vincent ostajući pri oslikavanju različitih i viših društvenih staleža, Ivan iz Kastva se okreće pučkom, ruralnom istarskom svijetu. U prikazima mjeseci u bočnim brodovima vidljiv je život istarskih težaka. Istarski je folklor prepoznatljiv mnogim prikazima pa tako i onima mrtve prirode. Prikazi svetica, apostola, čak i Stvoritelja življi su od onih njegova učitelja. Zbog utjecaja istarske rustikalne cjeline, zemaljsko se isprepliće s ozbiljnom idealističkom osnovom. U obradi lica u Plesu mrtvaca i u opisu kraljevskih svita na Poklonstvu kraljeva javlja se ruka Ivanova pomoćnika. Drugi je rukopis puno primitivniji.
Noviji i stilski napredniji predlošci javljaju se u freskama u bratimskoj crkvi u Oprtlju i grobišnoj crkvi Dvograda. Djela su to tzv. „šarenog majstora“ koji je za razliku od svojih prethodnika odlučniji u likovnim viđenjima. Na prijelazu iz gotike u renesansu javit će se još neka imena od kojih će neka krenuti prema novom stilu, a druga će nastaviti tradicionalne srednjovjekovne sheme. Jedan od njih je i Antun s Padove koji je 1529.godine oslikao crkvu sv. Roka u Draguću.

## Likovni i literarni predlošci
U ostvarivanju radova zidnog slikarstva gotički su se majstori u Istri koristili različitim predlošcima. Uz tekstualne predloške, koji se koriste od samih početaka kršćanske umjetnosti, poput Biblije i apokrifa, majstori su se koristili i vizualnim predlošcima. Majstorima iz velikih gradova zapadne Europe zasigurno je bilo lakše jer su mogli promatrati gotova djela svojih prethodnika i
suvremenika. Pomaganje pri oslikavanju i ugledavanje na tuđa djela, naravno, u kasnom srednjem vijeku nisu shvaćali kao plagijat. Istarski majstori bili su zakinuti za taj neposredni utjecaj, ali razvitkom grafike kao medija multioriginala nove se prilike otvaraju za ove majstore. Branko Fučić tako utvrđuje povezanost istarskih fresaka i Bibliae Pauperum. Sačuvani su primjerci
iluminiranih Biblia pauperum iz XIV. stoljeća. Oko 1440. godine te narednih godina Biblia pauperum dolazi u obliku tekstovno opremljenih i drvorezima ilustriranim tiskanim knjigama tzv. Blockbuch izdanjima. Drvorezi Bibliae pauperum razradili su i odrazili tipologiju kao jednu od temeljnih misli onodobne teologije. Stranica se sastojala od nekoliko slika odnosno elemenata: antitipa kao slike u sredini, s lijeve i desne strane nalazili su se tipovi, u gornjim kutovima lectiones ,a ispod tipova i antitipa tituli. Izrazitu sličnost s nekim listovima Bibliae pauperum imale su freske u zbornoj crkvi u Pazinu u prizoru Poklonstva kraljeva. No, nisu se uvijek majstori strogo držali predložaka. U crkvi sv. Trojstva u Žminju i radu Vincenta iz Kastva u Bermu vidljiva je sloboda izražavanja, ali prema jasnim predlošcima nizozemskih i njemačkih grafičkih listova. U Beramskom ciklusu još su kao predlošci utvrđeni grafički listovi majstora E.S. i „Majstora sa svicima“.

## Slikari i naručitelji
U Istri su stanovnici malih gradova, okupljeni u bratovštinama, glavni naručitelji zidnih slika, pa se tako i javljaju lokalne crte što u samom likovnom postupku kao i u sadržaju fresaka. Freske naručuju i pučki kolektivi organizirani u svojim slavenskim seljačkim komunama, a predvode ih župani, požupi i ostali „muži“. Glavni protagonisti u procesu stvaranja umjetnosti jesu crkva, redovnička organizacija, zemaljski gospodar i tradicija. Imperativ crkve kao i samih naručitelja jasno je vidljiv u produkciji umjetničkih djela ovoga razdoblja, ali se gotika ujedno javlja kao razdoblje ponovne afirmacije umjetnika nakon antike. Umjetnici; slikari poput Vincenta iz Kastva, Ivana iz Kastva, „šarenog majstora“, Alberta iz Konstanza i Antuna s Padove uspjeli su zabilježiti svoje ime i stvoriti vlastiti prepoznatljivi stil.

## Galerija djela
- Poklonstvo kraljeva (detalj), Sv. Marija na Škrilinah, Beram
- Poklonstvo kraljeva (detalj), Sv. Marija na Škrilinah, Beram
- Ples mrtvaca (detalj), Sv. Marija na Škrilinah, Beram
- Živi križ, Sv. Katarina, Lindar
- Svetište, Sv. Nikola, Pazin

## Vanjske poveznice
- Zidno slikarstvo - Istarska enciklopedija
- Sveta Marija na Škrilinah - Istarska enciklopedija
- Zidno slikarstvo - Istrapedia
- Gotika - Istrapedia